# Gran Liakhvi
El Gran Liakhvi (georgià: დიდი ლიახვი, Didi Liakhvi) és un riu del centre de Geòrgia que neix als vessants meridionals del Caucas i desaigua en el Mtkvari per la ciutat de Gori.